# St. Cyriakus (Berghausen)

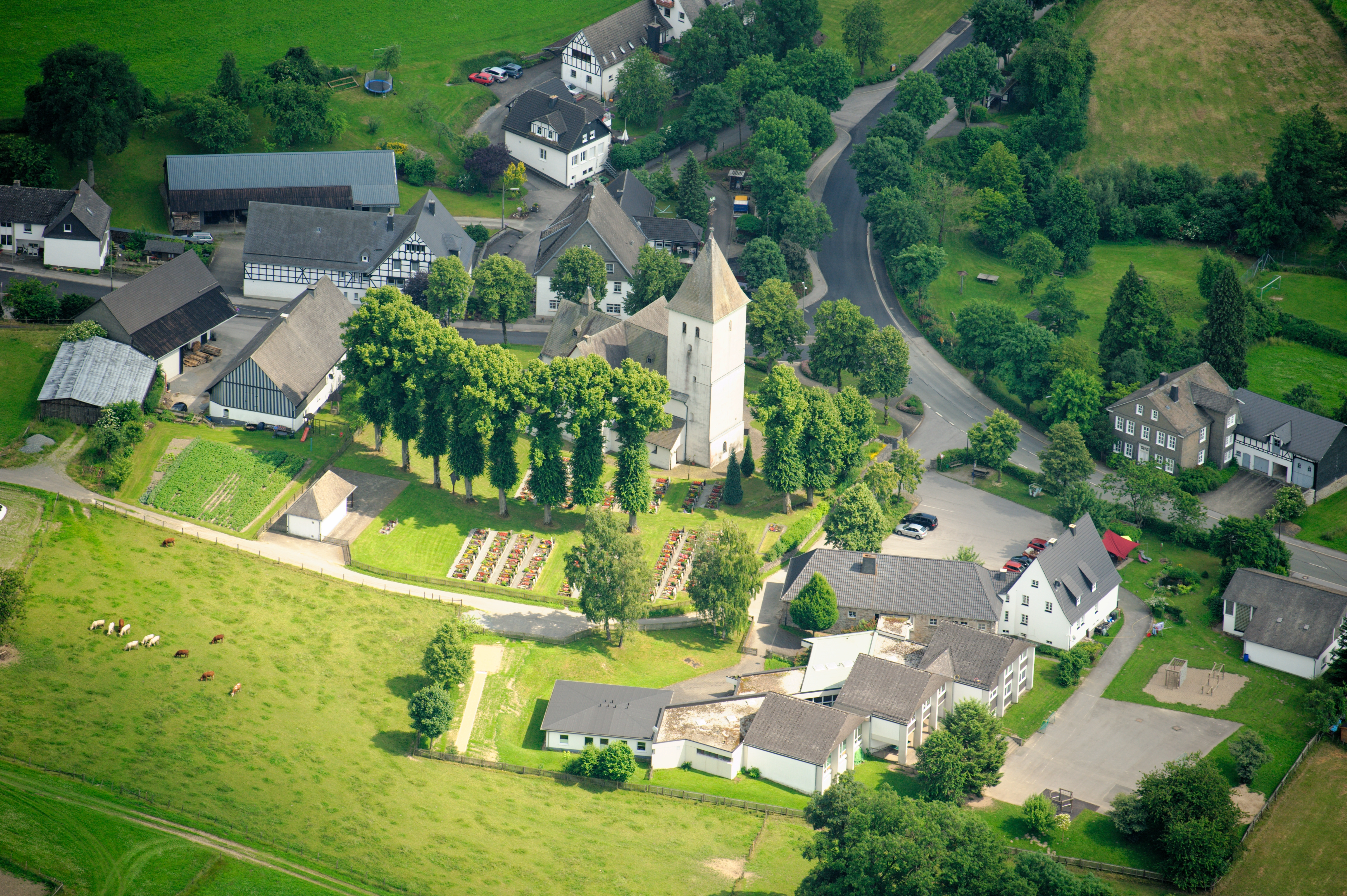
Luftaufnahme von der Pfarrkirche St. Cyriakus

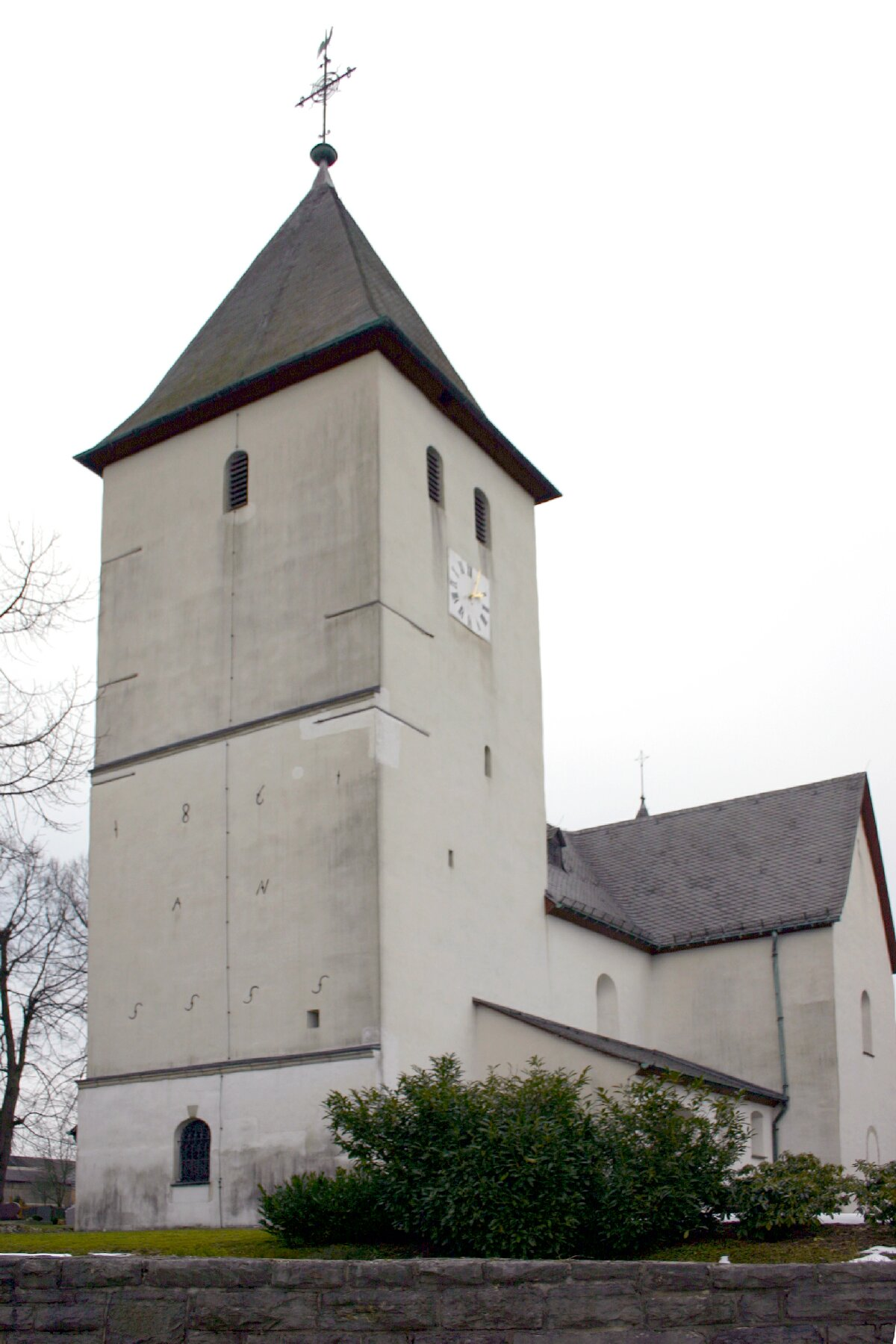
Westturm

Die römisch-katholische Pfarrkirche St. Cyriakus ist ein denkmalgeschütztes Kirchengebäude in der Stadt Schmallenberg im Ortsteil Berghausen. Das Gebäude wurde etwa um 1200 bis 1220 im romanischen Stil erbaut und ist eine der ältesten erhaltenen Kirchen im Hochsauerlandkreis. Geweiht ist die Kirche zu Ehren des heiligen Cyriakus.

## Bau
Bei dem Gebäude handelt es sich um eine vergleichsweise kleine, dreischiffige Pfeilerbasilika. Das Hauptschiff des Langhauses besteht nur aus einem Joch. Der Stil wird als schwer und erdverbunden beschrieben. Nach außen macht der Bau einen geschlossenen Eindruck. Ein griechisches Kreuz mit vier gleich langen Armen bildet den Grundriss der Kirche. Sie gilt als die letzte ihrer Art im Sauerland, die im Wesentlichen ihre ursprüngliche Form behalten hat.

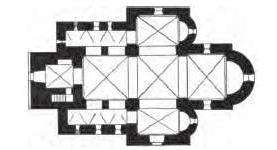
Grundriss der Kirche

Das Querschiff hat Seitenapsiden. Der Chor ist einjochig mit einer Apsis. Die Seitenschiffe sind bis zur Mitte des Westturms verlängert. Mittelschiff, Querschiff, Chor und Turm weisen Kreuzgewölbe mit Graten auf. Die Seitenschiffe sind mit Tonnengewölben versehen. Die Fenster sind rundbogig. Die im Barockzeitalter vergrößerten Fenster wurden im 20. Jahrhundert wieder zurückgebaut. An der Westseite der nördlichen Seitenschiffverlängerung befindet sich ein Rundfenster. Auch die Eingänge im Süden und Westen sind rundbogig. Im Chorraum ist eine kleine Öffnung zu sehen, in der heute das ewige Licht seinen Platz hat. Es gibt unterschiedliche Deutungen über ihren ursprünglichen Zweck. Vielleicht diente sie als Platz für eine Totenleuchte, vielleicht aber auch als Hagioskop: eine Öffnung, durch die Gläubige von außen den Gottesdienst verfolgen konnten, wenn sie von der direkten Teilnahme ausgeschlossen waren. Gerade zu Pestzeiten war das nicht unüblich. Das Portal stammt von 1754.
Das in der Nähe gelegene Vikariegebäude wurde 1715 fertiggestellt.

## Fresken
Bekannt ist die Kirche insbesondere durch die Innenbemalung. Diese stammt zu einem großen Teil aus der Entstehungszeit der Kirche. Die Fresken waren übermalt und wurden erst 1936 wiederentdeckt. Die romanische Deckenmalerei stammt aus den Jahren um 1230:

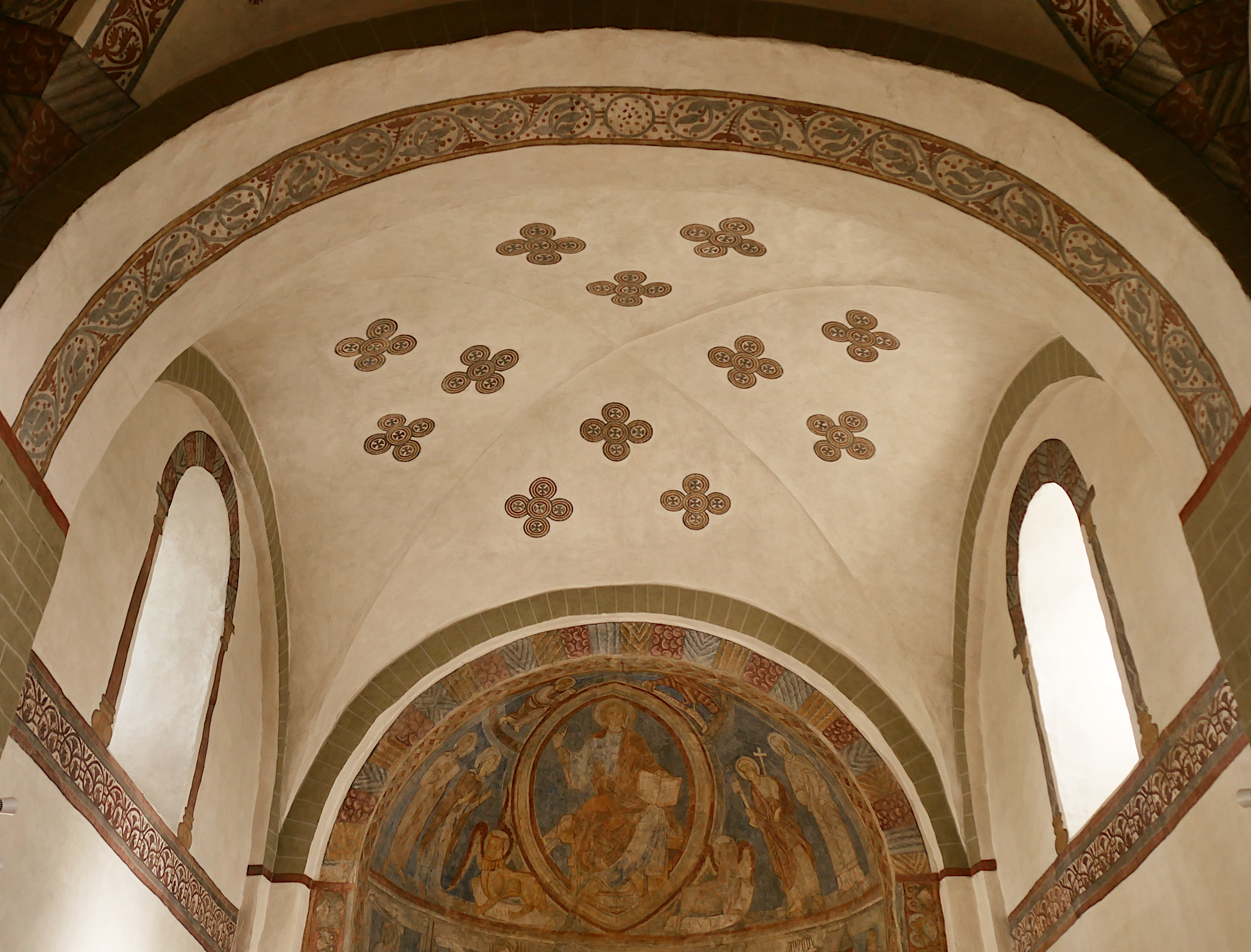
Chor
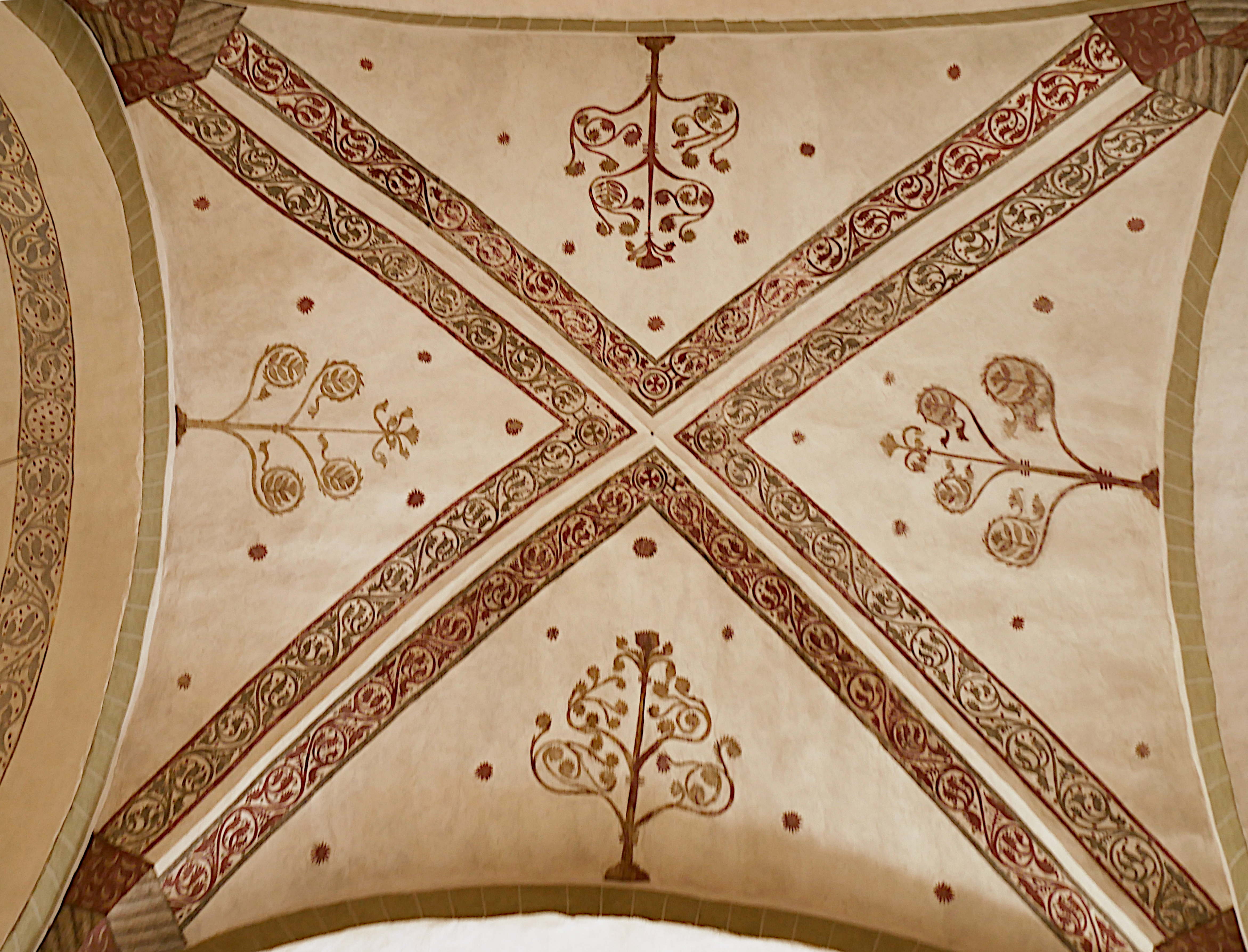
Vierung
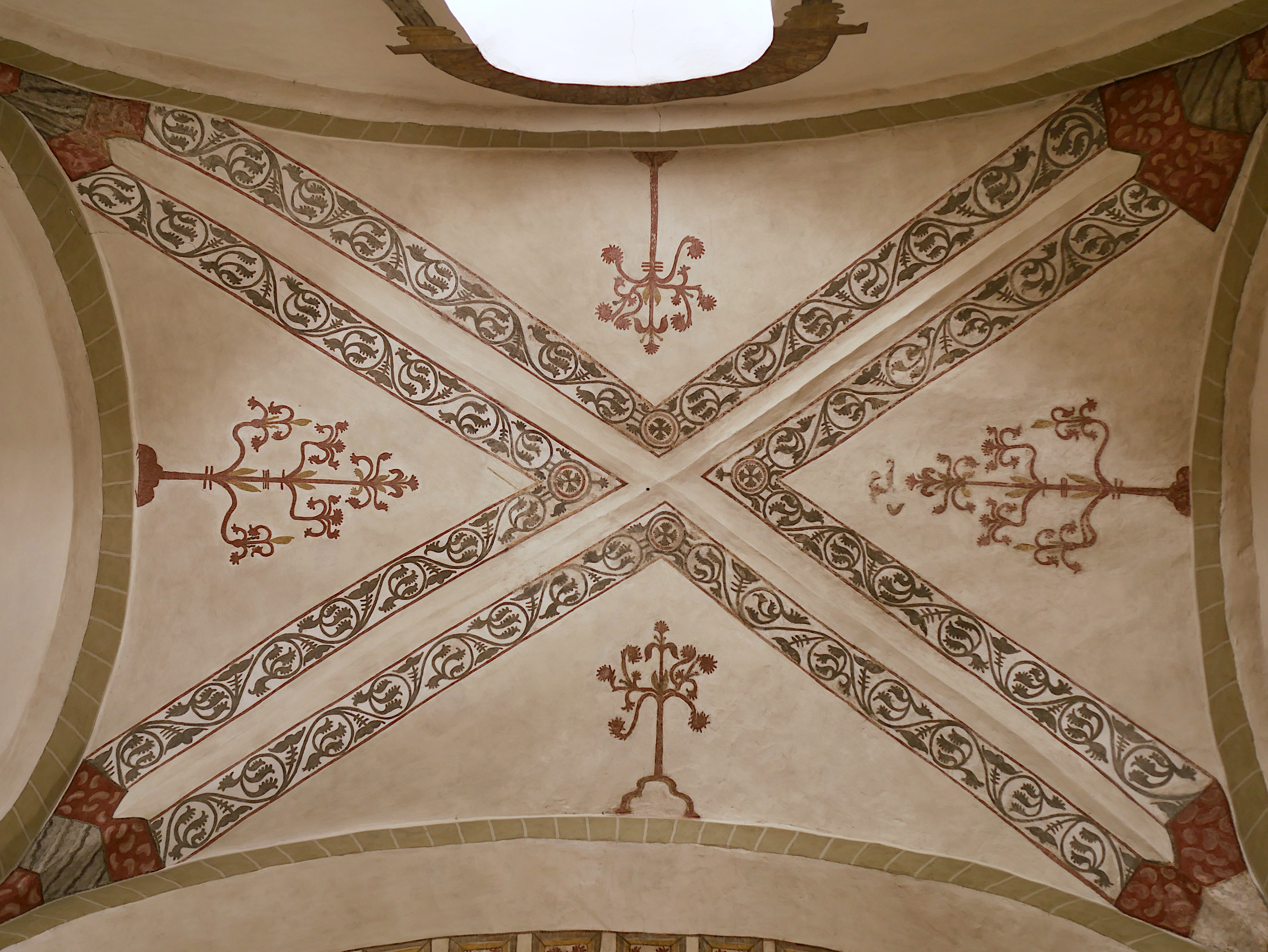
Langhaus
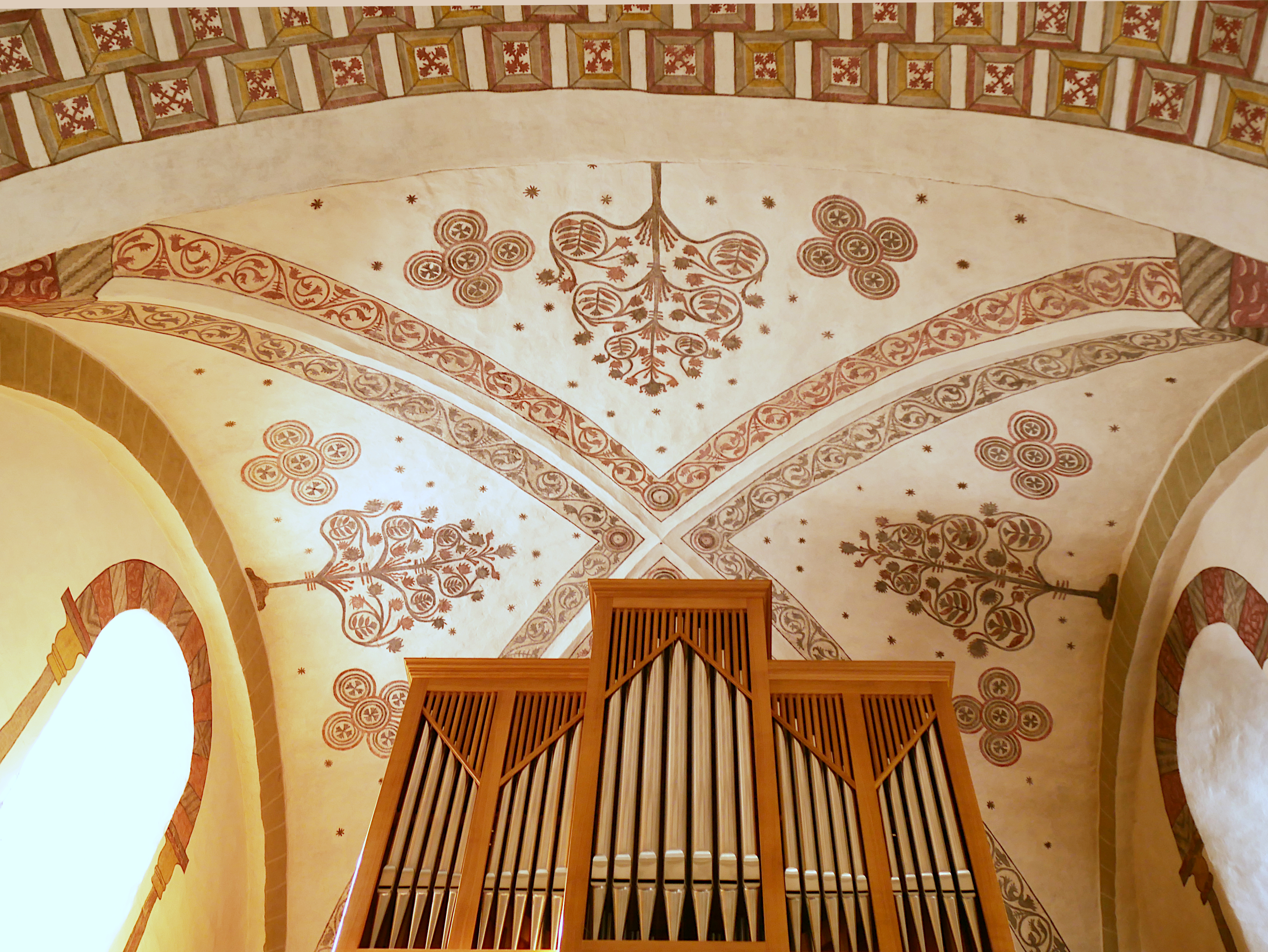
Westlichstes Joch des Schiffs

Bemerkenswert ist insbesondere die Ausmalung der Apsis. Dort gruppieren sich verschiedene religiöse und weltliche Motive um die Gestalt Christi als Pantokrator in der Mandorla. Christus mit dem Buch in der Hand ist umgeben von den Symbolen der vier Evangelisten abgebildet. An der linken Seite befinden sich Maria und Johannes, rechts sind Petrus und Cyriacus abgebildet. In der Laibung des Chorfensters sind das Lamm Gottes, die Verkündigung an Maria und die Taufe Christi im Jordan zu sehen. Links vom Fenster sieht man, aus dem Alten Testament stammend, die bevorstehende Opferung Isaacs durch Abraham, wobei vom das Schwert haltenden Engel nur eine Hand zu sehen ist. Rechts daneben sieht man Moses vor dem brennenden aber nicht verbrennenden Dornbusch, aus dem Gott spricht. Rechts vom Fenster ist Moses mit den Ältesten der Stämme Israels dargestellt. Links von Moses die 12 Stäbe, von denen nur der Stab Aarons grünt. Leider ist letzterer aufgrund einer Beschädigung nicht mehr zu erkennen. Rechts von dieser Szene ist Samson vor dem Stadttor von Gaza und mit dessen Säulen zu sehen. Zu den weltlichen Motiven in der untersten Reihe gehört rechts die Abbildung des Rades der Fortuna. Wahrscheinlich ist es die einzige erhaltene Darstellung der heidnischen Göttin Fortuna in einer Apsismalerei. Links vom Rad ein König (wohl Philipp von Schwaben) in seiner Herrlichkeit. rechts ein Kaiser (wohl Otto von Braunschweig), der gesenkten Hauptes die Krone verliert und sein Zepter sinken lässt. Unten und rechts vom Fenster ist der heilige Nikolaus in einer Szene, in der er Seeleute aus Not rettet, abgebildet. Ganz rechts danken die Geretteten ihm in seiner Kirche in Myra.
Die Fresken dürften von auswärtigen Künstlern geschaffen worden sein. Die Malerei kann als Meisterwerk mittelalterlicher Kunst im Sauerland gelten.

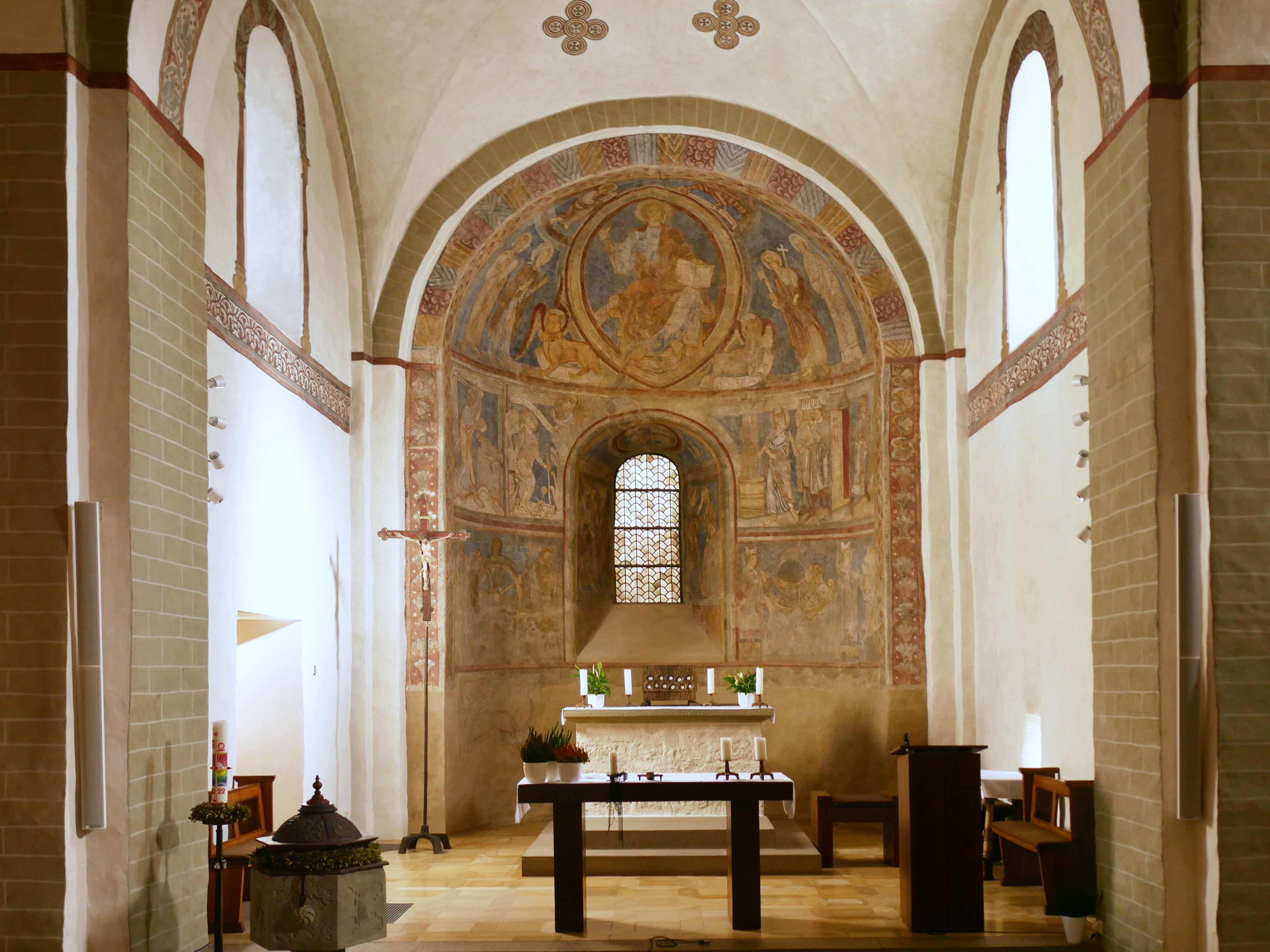
Chor mit Apsisfresken
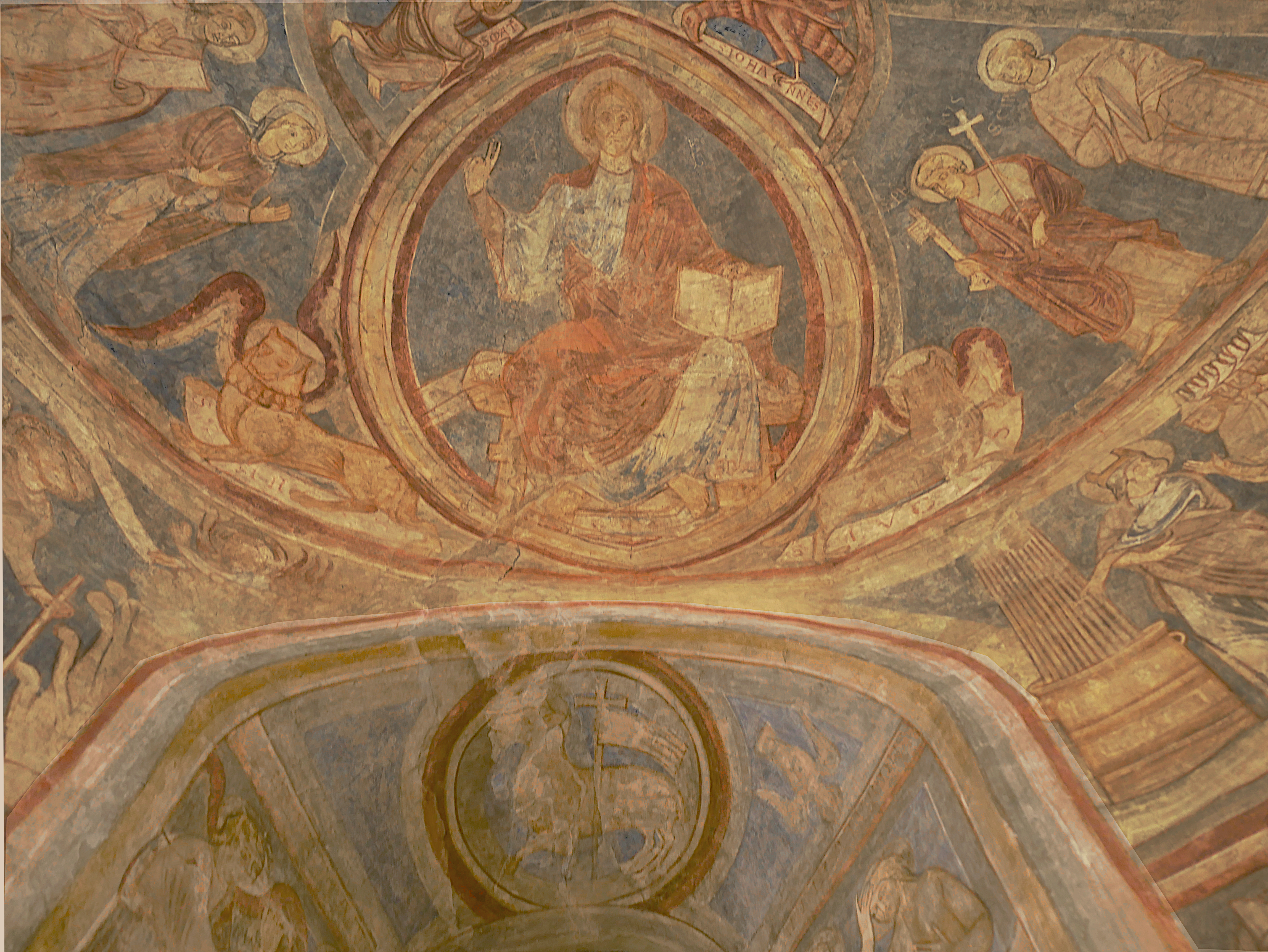
Pantokrator und Lamm Gottes
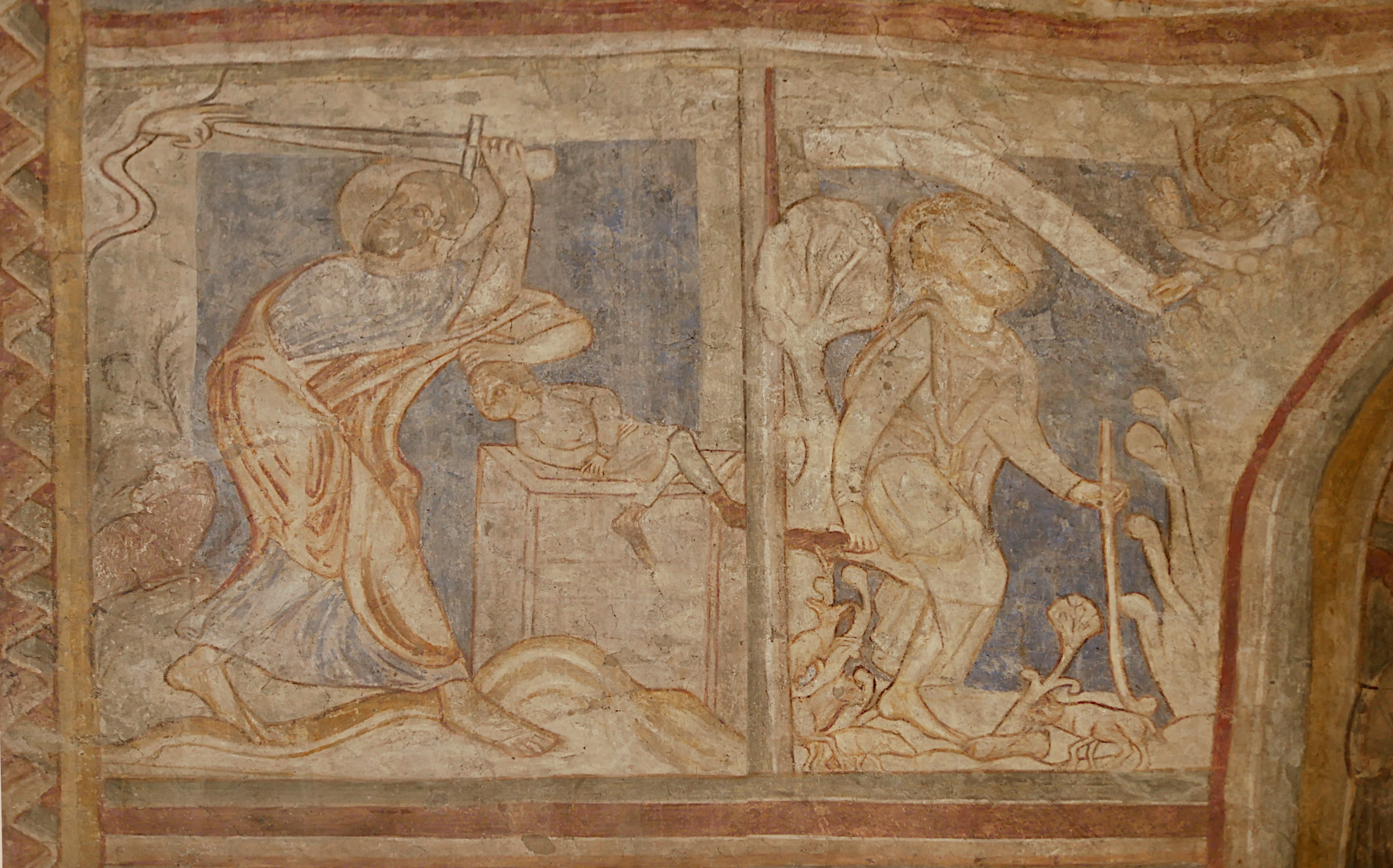
Abraham opfert Isaak, Moses und der Dornbusch
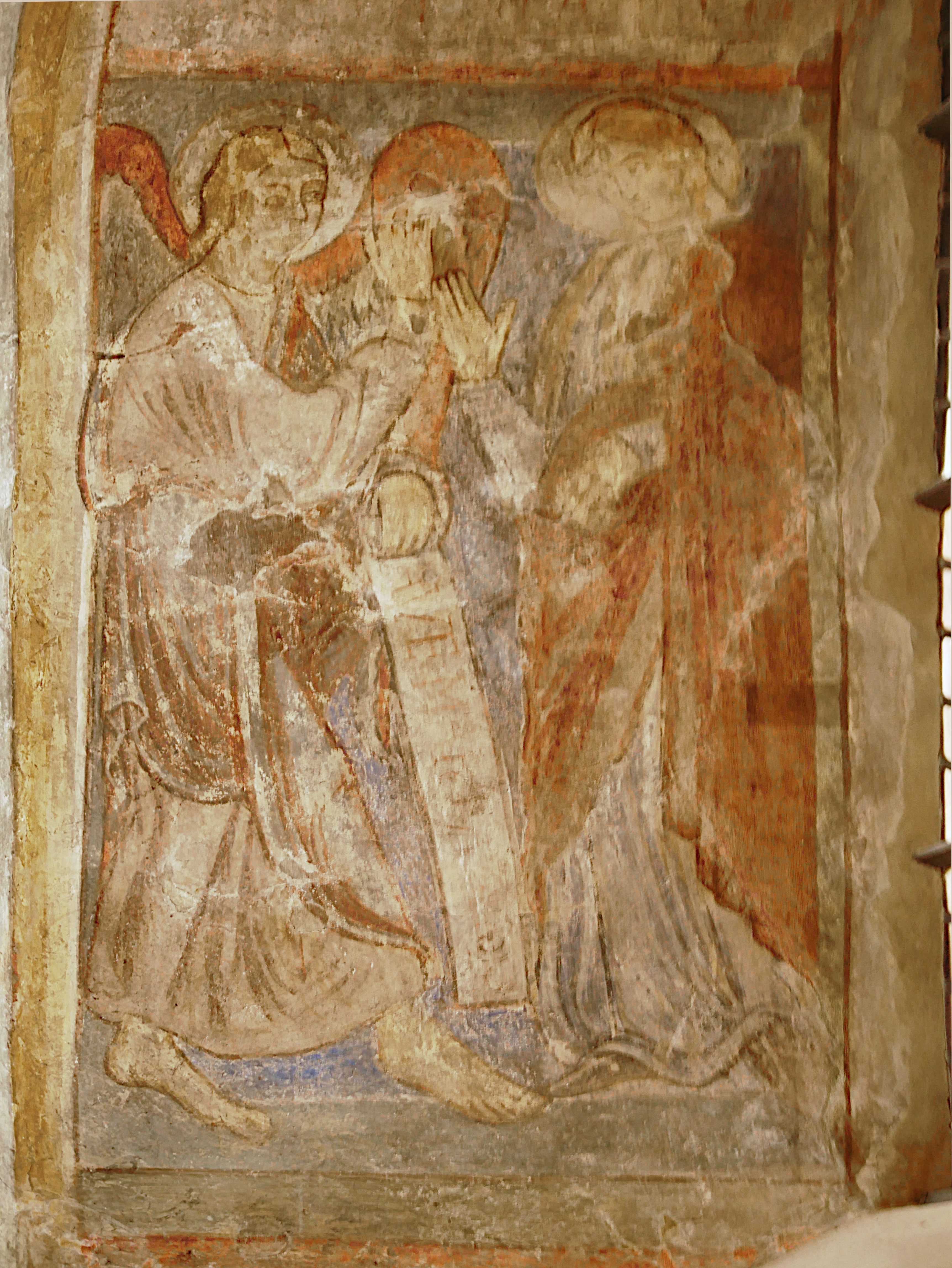
Mariae Verkündigung
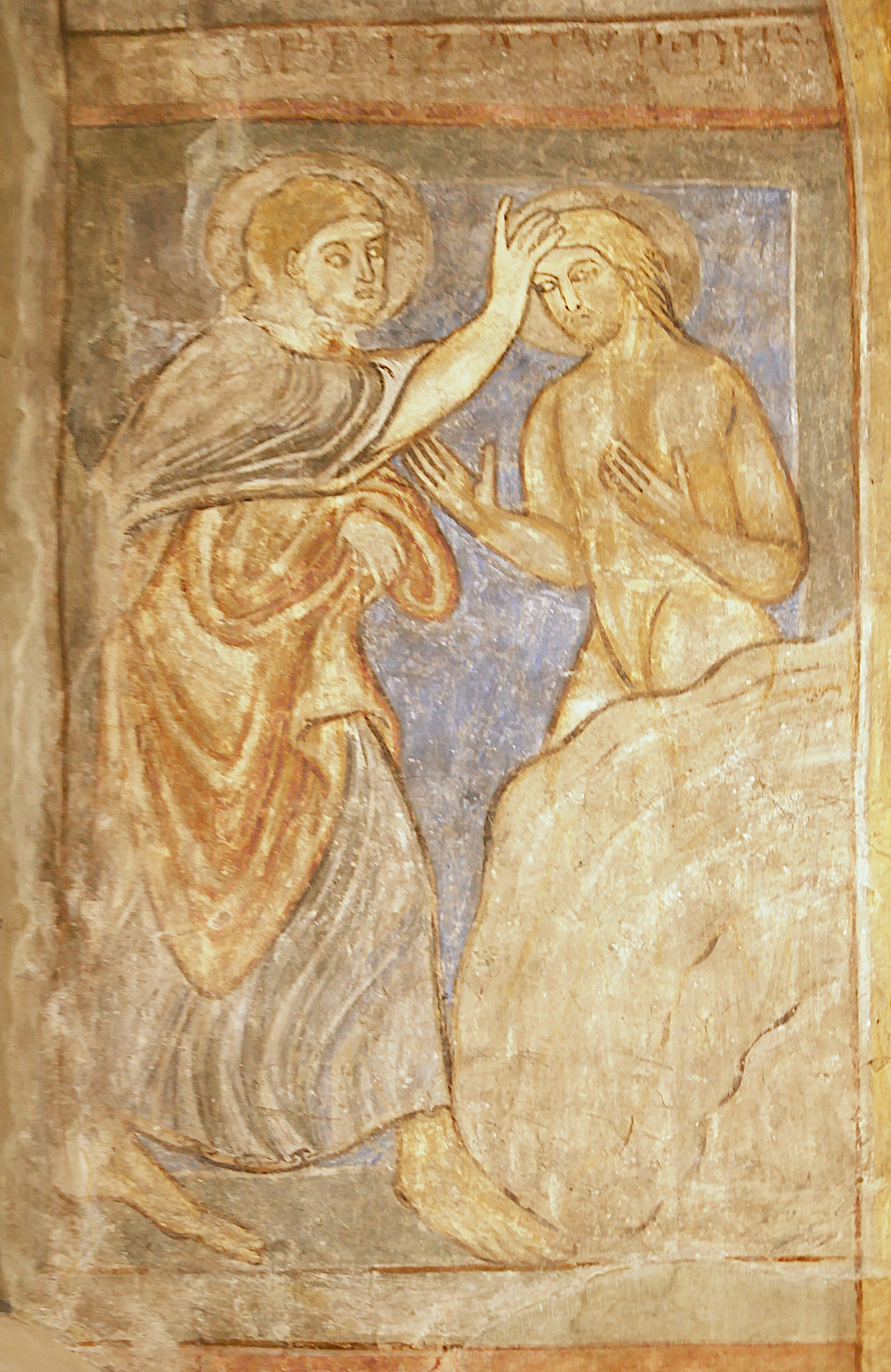
Taufe Christi
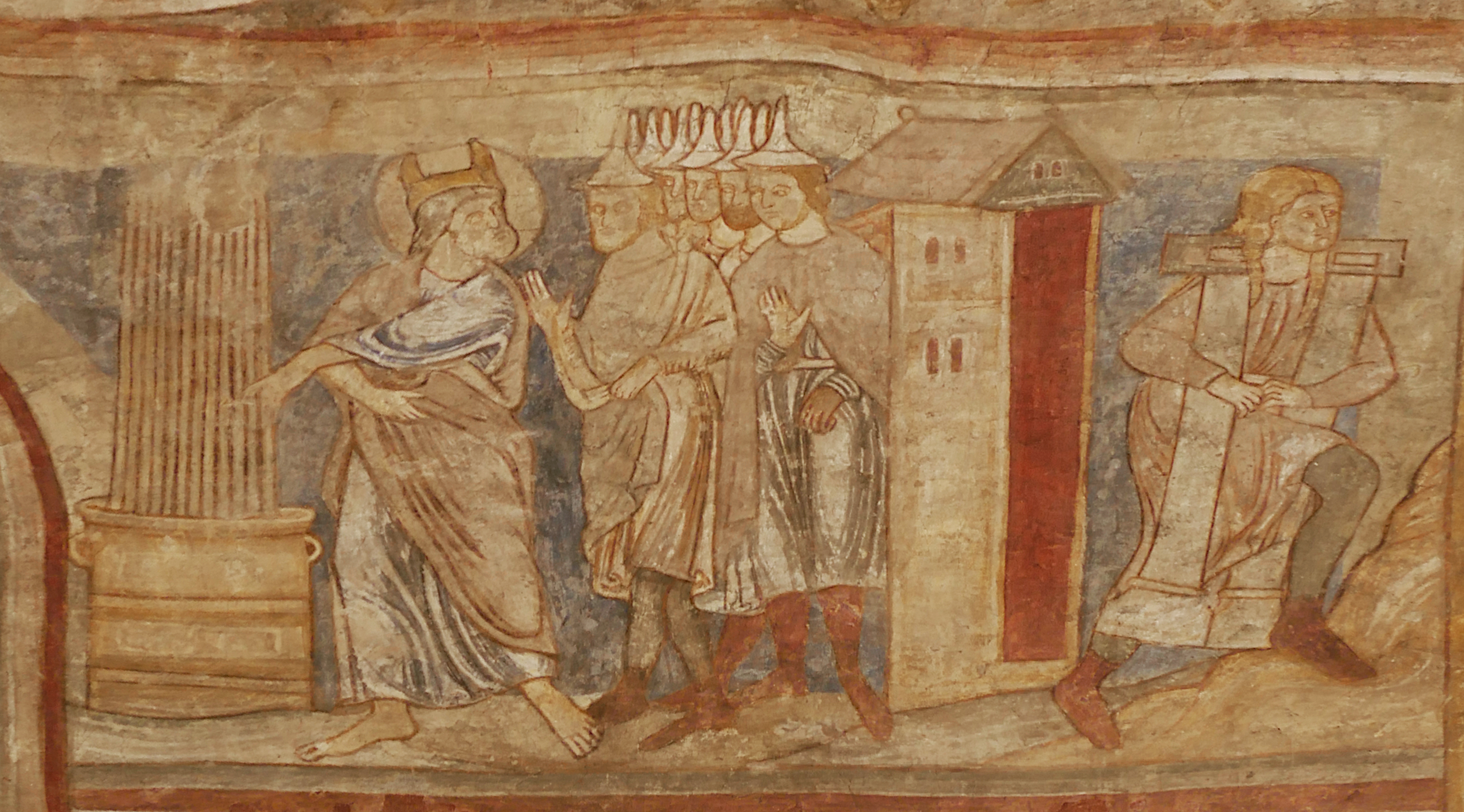
Moses mit Stammesältesten, Samson
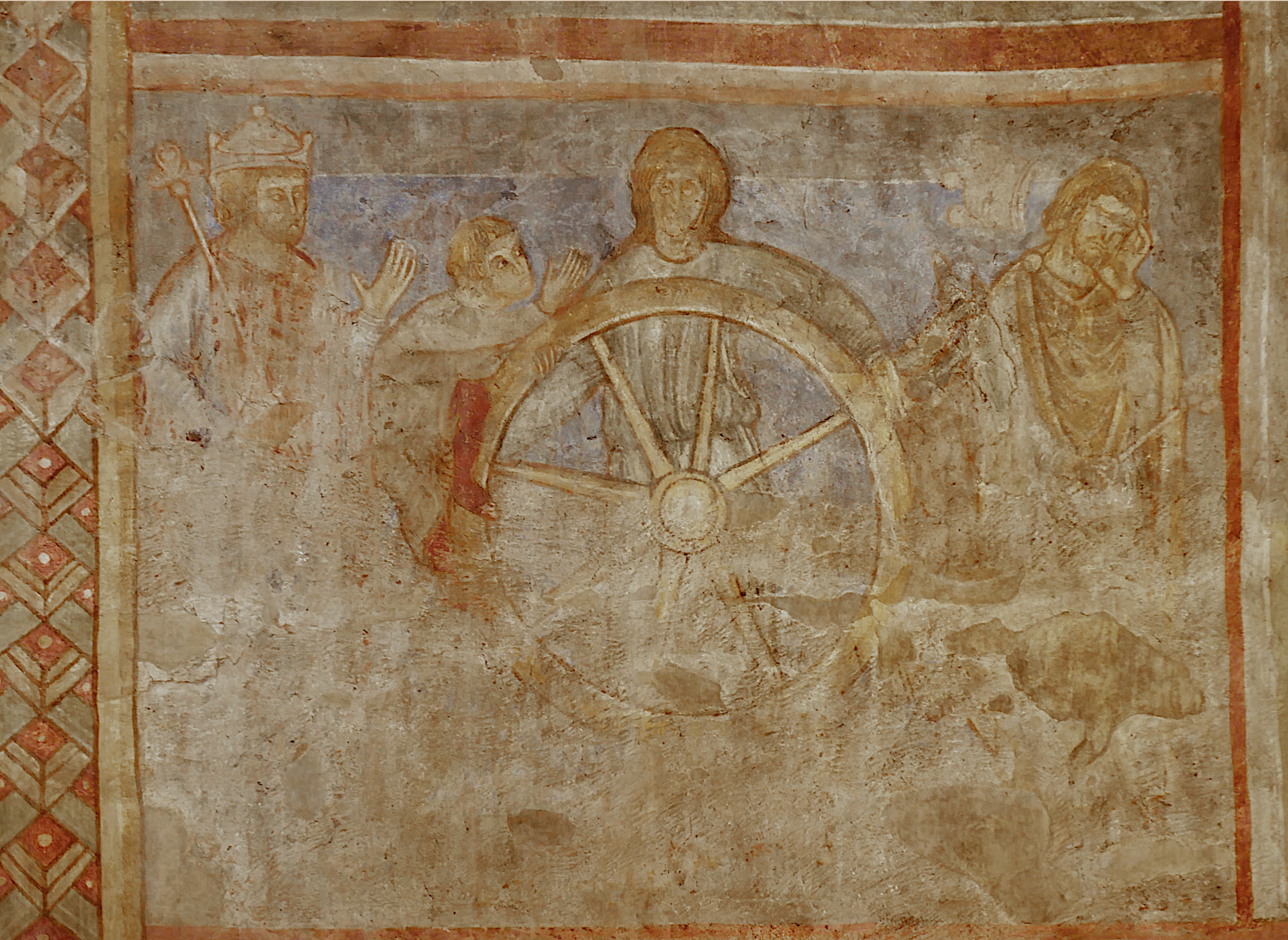
Das Rad der Fortuna
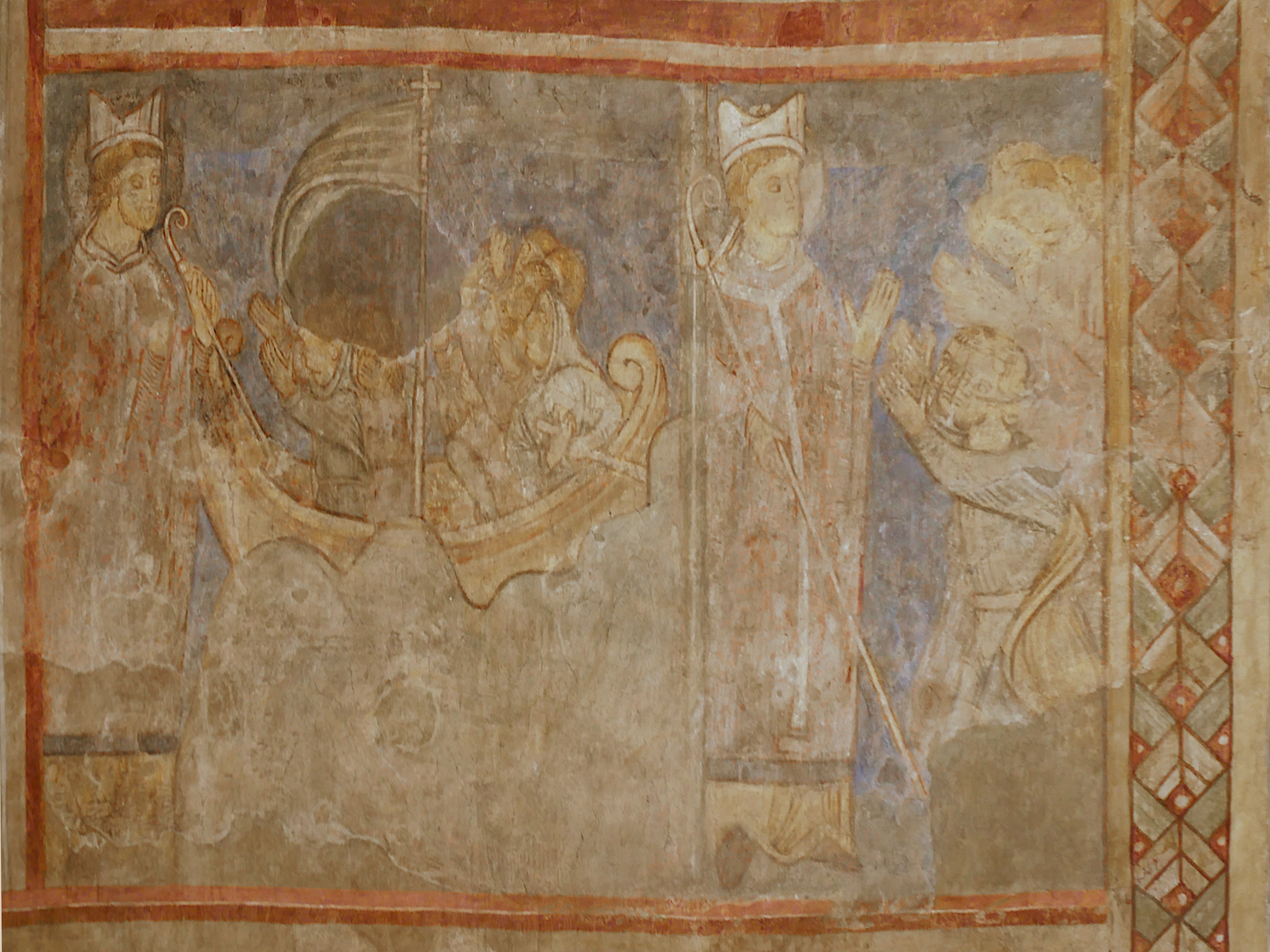
Sankt Nikolaus

## Ausstattung
In den Jahren 1959 bis 1962 wurde die Kirche umfassend restauriert. Dabei wurden Teile der barocken Ausstattung entfernt, um den romanischen Charakter deutlicher hervorzuheben. Verschwunden sind etwa die Barockaltäre. Der Hochaltar wurde an die  Mariä-Himmelfahrt-Kirche in Schönholthausen gegeben.
Die Marienfigur des Altars von Johann Nikolaus Düringer verblieb in der Kirche und steht heute auf einem Seitenaltar. Einige barocke Figuren, wie die des guten Hirten und eine Hälfte einer Strahlenkranzmadonna verblieben ebenfalls in der Kirche. Ein weiteres Ausstattungsstück ist das gotische Altarkreuz. Im Turm befindet sich eine Kreuzigungsgruppe möglicherweise auch aus der Werkstatt Düringers. Die Orgel wurde 1997 neu gebaut. Die Holzbrüstung der Empore wurde aus alten Bänken gezimmert und stammt von 1672. Auf dem Altar in der rechten Seitenapsis befindet sich die Figur des heiligen Cyriakus. Der im Stil der Renaissance gefertigte Taufstein ist mit 1662 datiert.
Anfang 2014 wurde die Pfarrkirche erneut renoviert. Die Renovierungsarbeiten waren Ostern 2015 weitestgehend abgeschlossen. Für 2020 war eine Außensanierung vorgesehen.

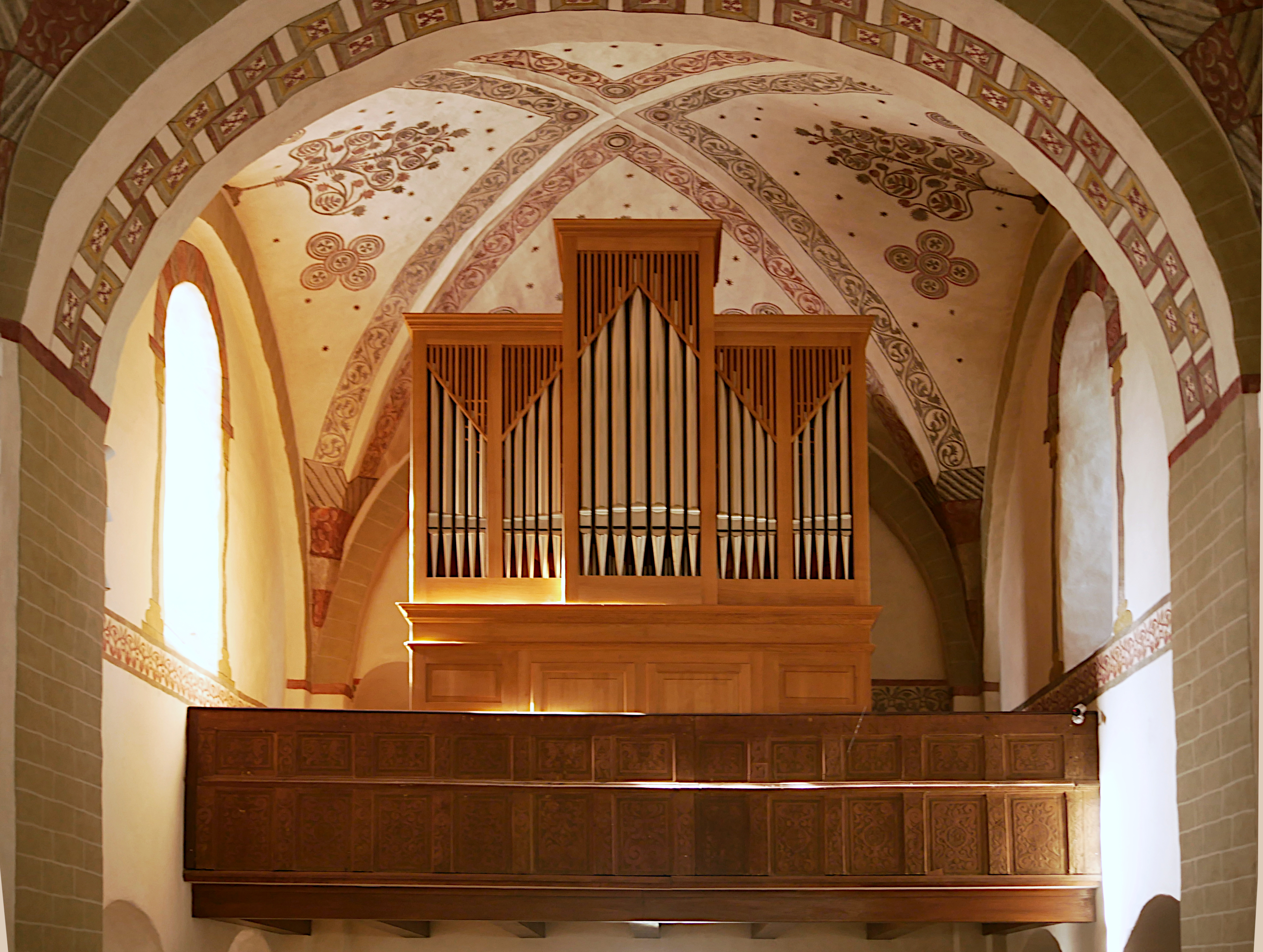
Orgel von 1997 und Holzbrüstung der Orgelempore von 1672
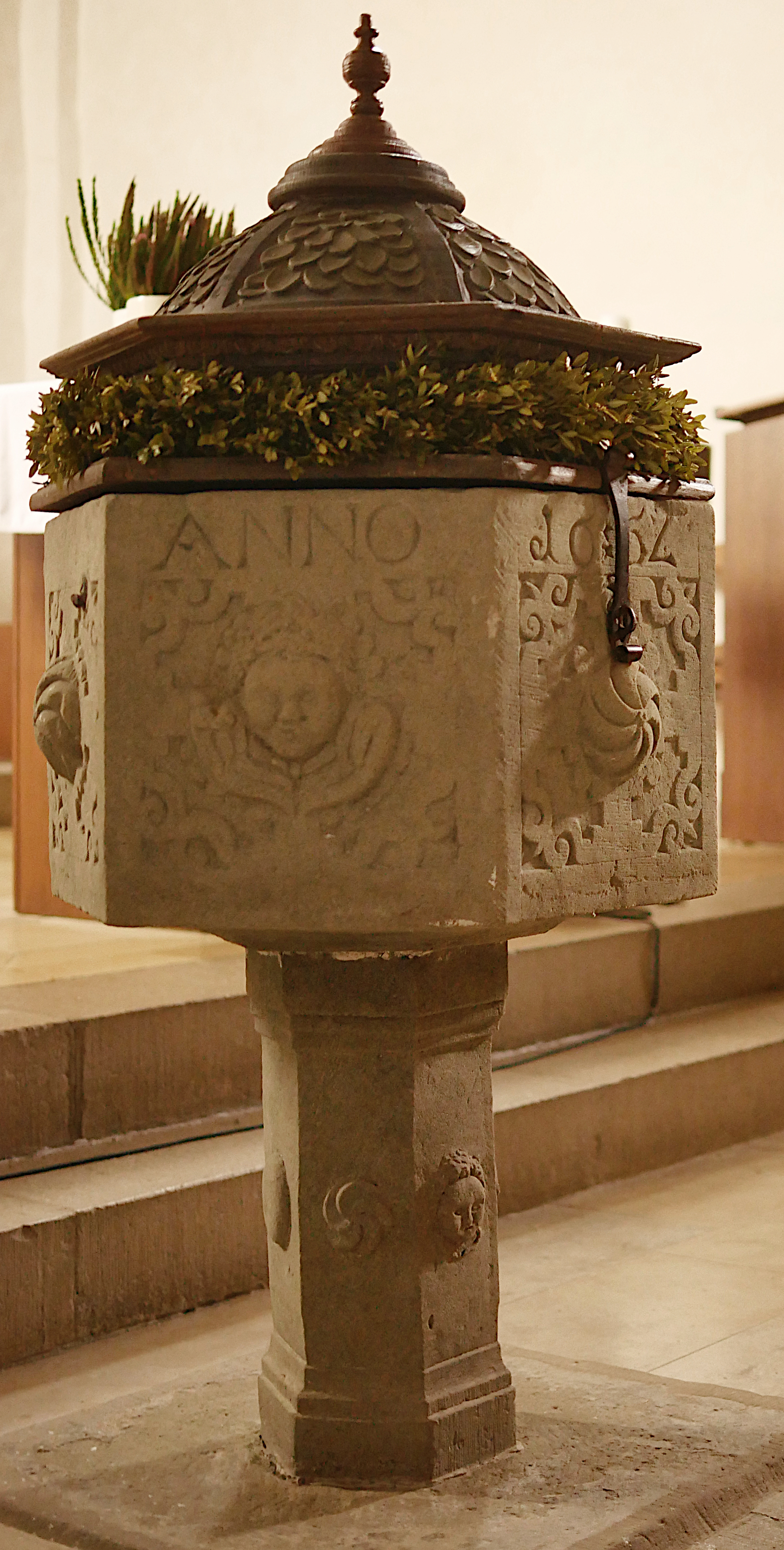
Renaissance-Taufstein von 1662
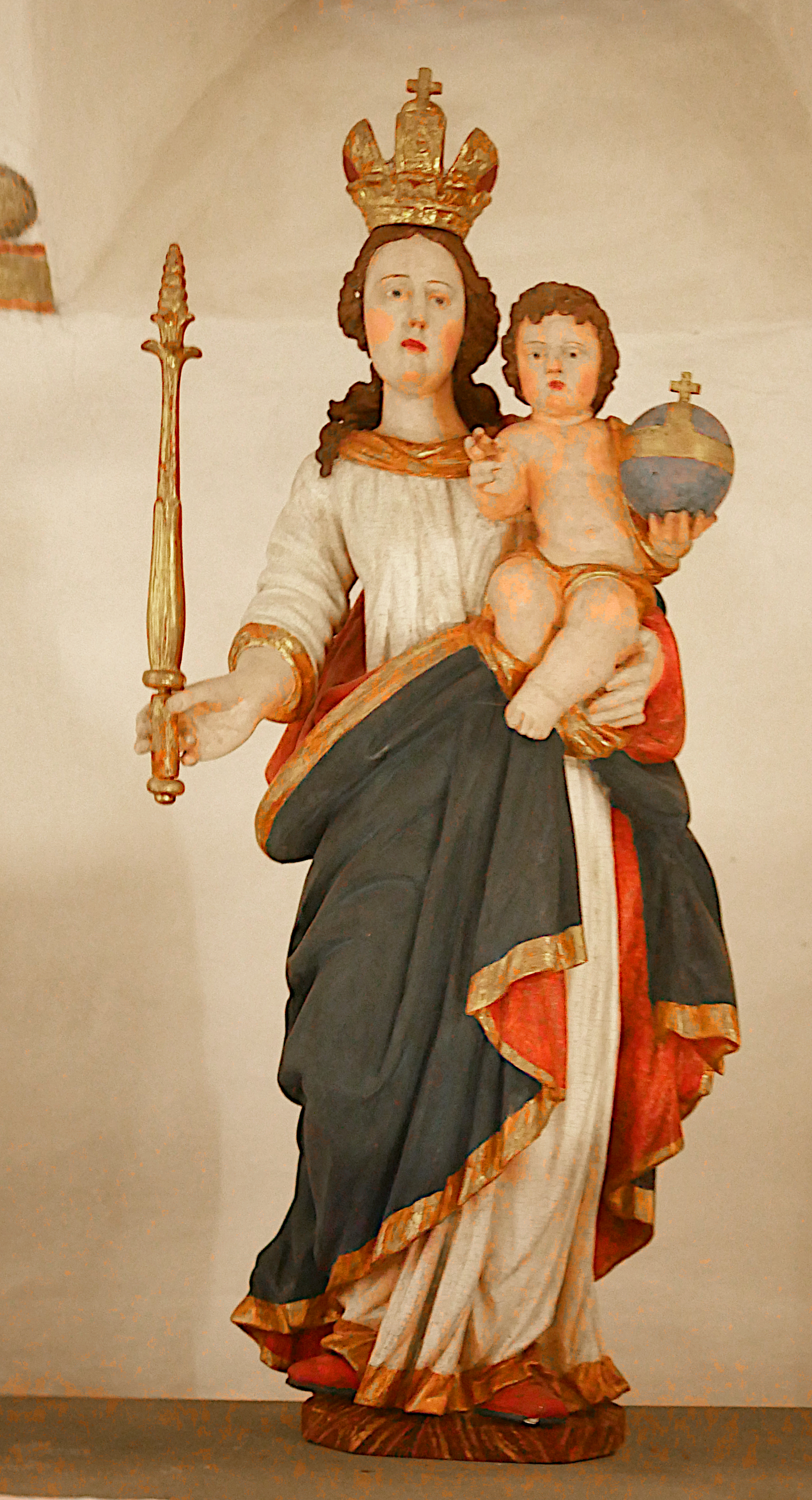
Madonna mit Kind von J. N. Düringer
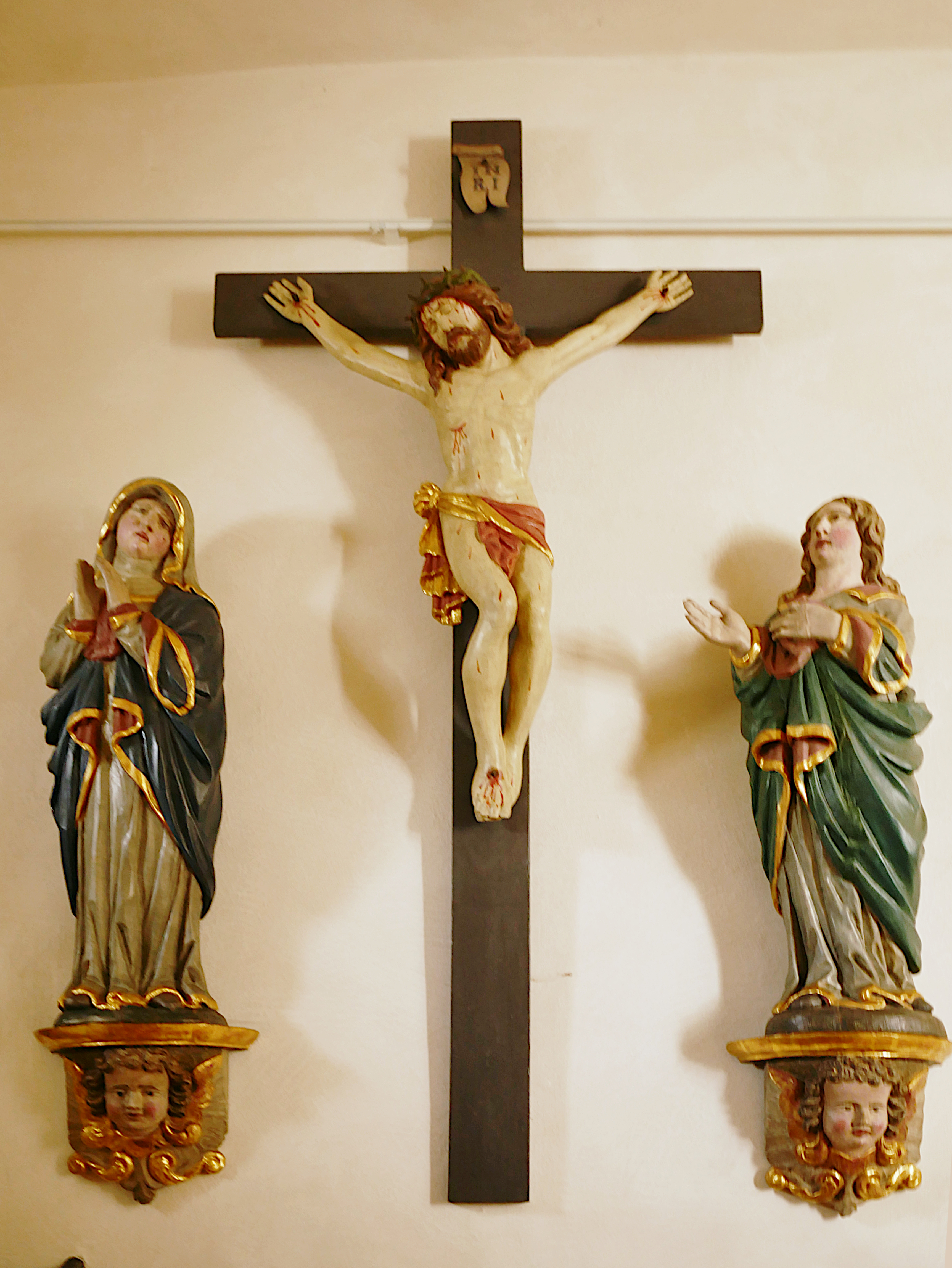
Kreuzigungsgruppe von Johann Nikolaus Düringer
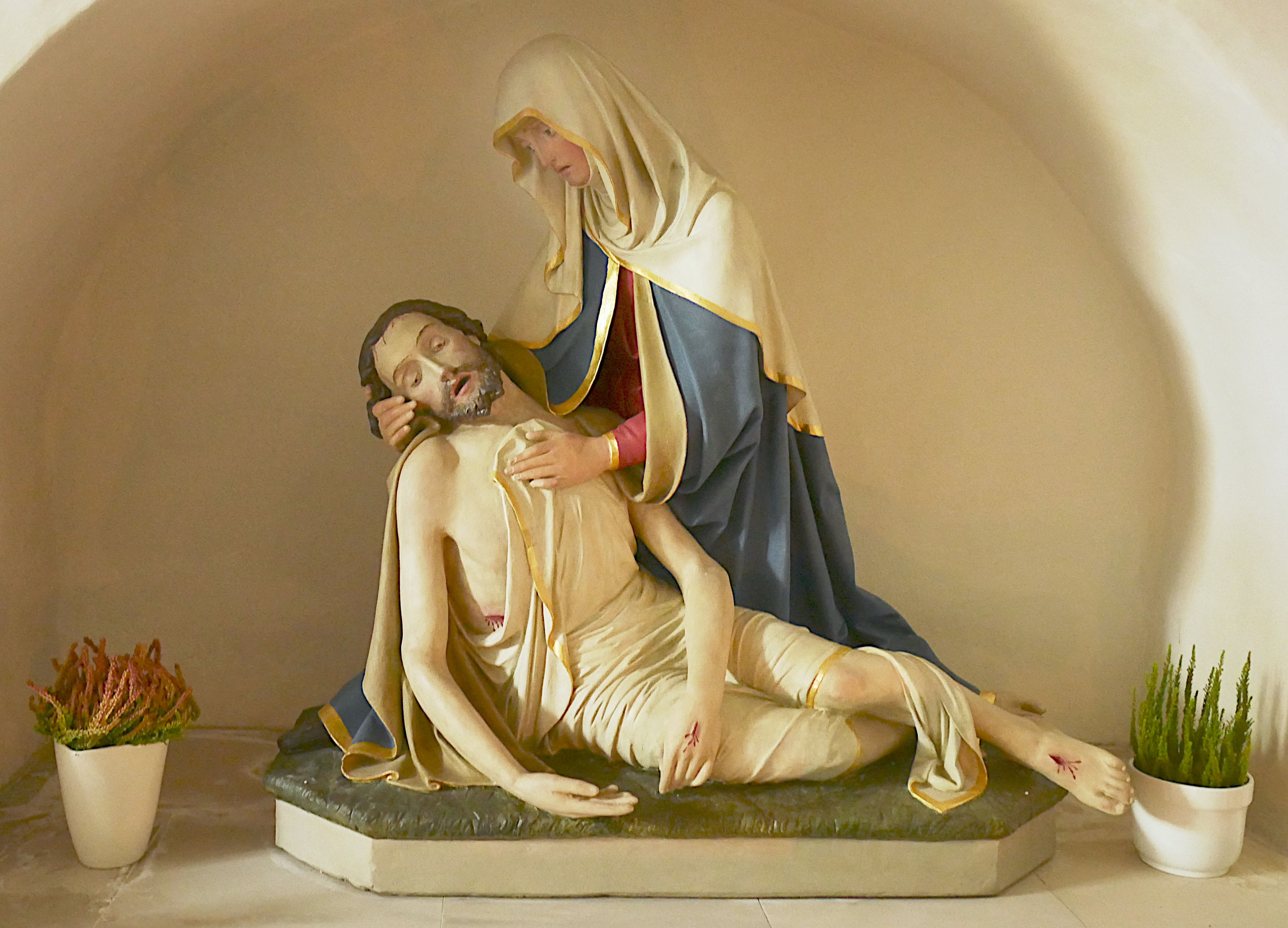
Pietà
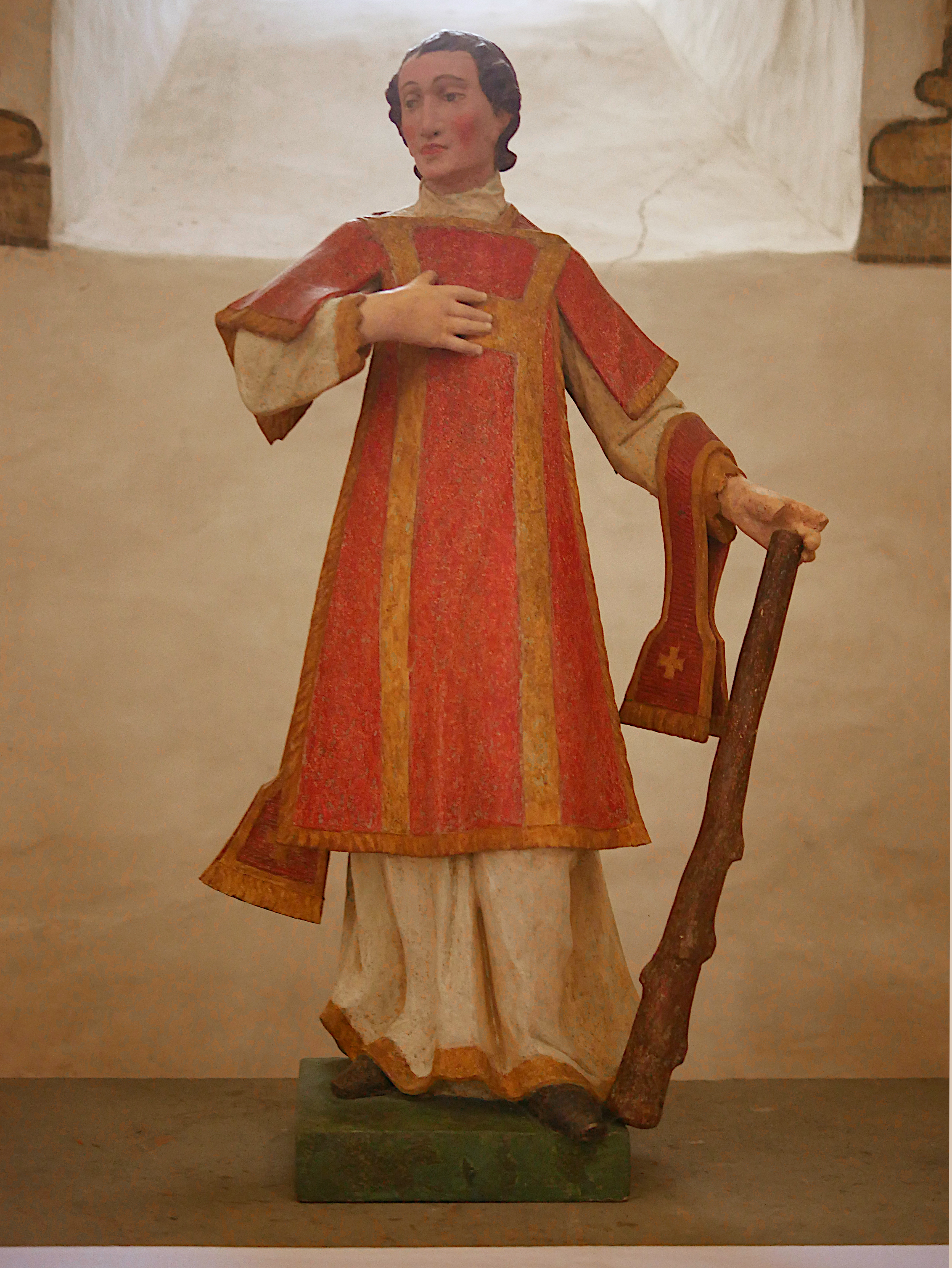
Figur des St. Cyriakus

### Glocken
St. Cyriakus besitzt insgesamt vier Glocken:
| Nr. | Name/Patron           | Ton  | Gussjahr | Gießer                                  | Ort                       |
| --- | --------------------- | ---- | -------- | --------------------------------------- | ------------------------- |
| 1   | Totenglocke           | fis′ | 1652     | Greve                                   | Westturm                  |
| 2   | Marienglocke          | a′   | 1961     | Petit & Edelbrock Gescher               | Westturm                  |
| 3   | Josefs/Cyriakusglocke | h′   | 1924     | Junker & Edelbrock Brilon               | Westturm                  |
| 4   | Wandlungsglocke       | ?    | 1919     | Bochumer Verein f. Gussstahlfabrikation | Dachreiter, nicht läutbar |